# Web Therapy
Web Therapy ist eine US-amerikanische Webserie, die von 2008 bis 2014 auf der Videoplattform L/Studio.com ausgestrahlt wird. Es handelt sich um ein Komödienformat, in dem sich jeweils eine fiktive Psychotherapiesitzung über Videochat unerwartet entwickelt. Die Macher selber bezeichnen das Format als Sketch-Show.

## Handlung
Die Psychotherapeutin Fiona Wallice (gespielt von Lisa Kudrow) hat beschlossen, dass es nicht notwendig sei, in einer 50-minütigen Therapiesitzung sich immer die ganzen langweiligen Geschichten anhören zu müssen, sondern dass sie auch in drei Minuten mit einem Internetchat den gleichen therapeutischen Effekt erzielen könne. Die Sitzungen werden mittels Webcam und einem Chatprogramm abgehalten. Fiona neigt jedoch dazu, ihre persönlichen Angelegenheiten und Befindlichkeiten auf absurde Weise mit ihrer Funktion als Therapeutin zu vermengen. Im Einleitungsvideo heißt es, sie sei „die schlechteste Therapeutin der Welt und nur an sich selbst interessiert“.

## Besetzung und Synchronisation
Die Hauptrolle der Fiona Wallice wird von Lisa Kudrow gespielt. Hinzu kommen jeweils ein oder zwei Patienten bzw. Gesprächspartner pro Episode. Bekannte Gaststars waren u. a. Courteney Cox und Meryl Streep.
Die deutsche Synchronisation entstand durch die Synchronfirma Scalamedia GmbH in München. Die deutschen Dialogbücher wurden von Peter Woratz (Staffel 1) sowie Marika von Radvanyi (Staffel 2 und 3) erstellt. Die Dialogregie führte in Staffel 1 Peter Woratz und in den Staffeln 1 und 2 Marika von Radvanyi.

## Ausstrahlung
Die Serie wurde von Lisa Kudrow entwickelt und wird auch von ihr mitproduziert. Die Erstausstrahlung erfolgte 2008. In der Regel gibt es jeweils drei inhaltlich zusammenhängende Episoden. Die einzelnen Episoden haben eine Länge zwischen ca. 5 und 15 Minuten. Bis einschließlich 2014 wurden insgesamt 65 Episoden in vier Staffeln und drei Spezialfolgen online gestellt.
Alle Episoden können ohne Ortsbeschränkung frei zugänglich im Internet auf dem von Toyota betriebenen Videoportal L/Studio.com angeschaut werden. Im deutschen Pay-TV wird die Serie über TNT Glitz ausgestrahlt.